# Robert Lowie
Robert Harry Lowie (Wenen, 12 juni 1883 – Berkeley, 21 september 1957) was een Amerikaanse antropoloog en expert op het gebied van de indiaanse culturen van Noord-Amerika.
Robert Lowie werd in Wenen geboren als Robert Heinrich Löwe. Hij kwam in 1893 met zijn ouders mee naar de Verenigde Staten, waar zijn naam aan het Engels werd aangepast. Hij studeerde aanvankelijk aan het City College of New York, later bij de befaamde Franz Boas aan de Columbia University waar hij In 1908 zijn Ph.D. haalde. In 1909 werd hij assistent-conservator aan het American Museum of Natural History in New York. Hij werkte onder conservator Clark Wissler en evenals hij specialiseerde Lowie zich op de culturen en samenlevingen van de oorspronkelijke bewoners van Amerika. In 1917 werd hij assistent-hoogleraar aan de University of California in Berkeley en van 1925 tot aan zijn pensioen in 1950 was hij er hoogleraar in de antropologie. 
Lowie verbleef vele malen voor lange perioden ergens op de Great Plains en verrichtte belangrijk etnografisch veldwerk bij de Shoshone, Mandan, Hidatsa, Arikara en Crow. Ook deed hij onderzoek bij inheemse bevolkingsgroepen in het Zuidwesten van de Verenigde Staten en in Zuid-Amerika. 
De oriëntatie van Lowie was 'Boasiaans': gekant tegen het cultureel evolutionisme van de voorafgaande antropologische fase; wars van veelomvattende, vaak speculatieve theorieën, en een nadruk op concreet onderzoek en controleerbare feiten. Samen met collega Alfred Kroeber in Berkeley werd Lowie een gezaghebbende geleerde en onderzoeker die de antropologische wetenschap verder ontwikkelde en in nieuwe, moderne banen leidde. Zijn Primitive Society (1920) en zijn etnografische studies die gewijd zijn aan de Crow gelden als de hoogtepunten van zijn oeuvre.

## Selectie bibliografie
- Culture and Ethnology. New York: Douglas C. McMurtrie, 1917 (2e editie New York: Basic Books, 1966)
- Primitive Society. New York: Boni & Liveright, 1920
- 'The Material Culture of the Crow Indians'. American Museum of Natural History, Anthropological Papers 21, 1922, pp. 201-270
- 'Crow Indian Art'. American Museum of Natural History, Anthropological Papers 21, 1922, pp. 271-322
- 'The Religion of the Crow Indians'. American Museum of Natural History, Anthropological Papers 25, 1922, pp. 309-444
- Primitive Religion. New York: Boni & Liveright, 1924 (2e editie New York: Liveright Publishing Co., 1948)
- The Origin of the State. New York: Harcourt, Brace & Co., 1927
- Are we civilised? New York: Harcourt, Brace & Co., 1929
- The Crow Indians. New York: Farrar and Rinehart, 1935
- History of Ethnological Theory. New York: Farrar and Rinehart, 1937
- An Introduction to Cultural Anthropology (vermeerderde editie). New York: Farrar and Rinehart, 1940
- The German People; a Social Portrait to 1914. New York: Farrar and Rinehart, 1945
- Social Organization. New York: Rinehart & Company, 1948
- Indians of the Plains. New York: McGraw-Hill, 1954
- Toward Understanding Germany. Chicago: University of Chicago Press, 1954
- Robert H. Lowie, Ethnologist; A Personal Record. Berkeley and Los Angeles: University of California Press, 1959
- Lowie's Selected Papers in Anthropology (Cora du Bois, ed.). Berkeley and Los Angeles: University of California Press, 1960